# Flamingi (wiersz)

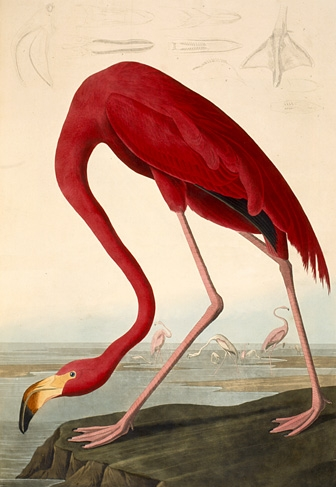
John James Audubon, Flaming. Ilustracja z książki The Birds of America

Flamingi (niem. Die Flamingos) – wiersz austriackiego poety Rainera Marii Rilkego. Utwór jest sonetem. Rymuje się abba cddc eef gfg. Stanowi zapis wrażenia z Jardin des Plantes w Paryżu. Tytułowe flamingi symbolizują doskonałość. W tekście poeta wspomina rokokowego malarza Jeana-Honoré Fragonarda i słynną grecką heterę Fryne (Phryne).
In Spiegelbildern wie von Fragonard

ist doch von ihrem Weiß und ihrer Röte

nicht mehr gegeben, als dir einer böte,

wenn er von seiner Freundin sagt: sie war

noch sanft von Schlaf. Denn steigen sie ins Grüne

und stehn, auf rosa Stielen leicht gedreht,

beisammen, blühend, wie in einem Beet,

verführen sie verführender als Phryne

sich selber; bis sie ihres Auges Bleiche

hinhalsend bergen in der eignen Weiche,

in welcher Schwarz und Fruchtrot sich versteckt.

Auf einmal kreischt ein Neid durch die Volière;

sie aber haben sich erstaunt gestreckt

und schreiten einzeln ins Imaginäre.
Wiersz tłumaczyli na język polski między innymi Adam Pomorski i Andrzej Lam.